# Martin Ferdinand Chvátal

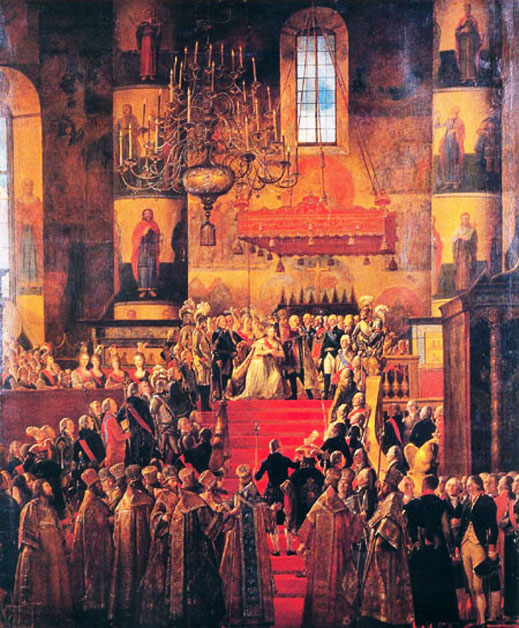
Korunovace cara Pavla I. a carevny Marie Fjodorovny, 1799, Saratovské muzeum)

Martin Ferdinand Chvátal (v němčině Martin Ferdinand Quadal; někdy též špatně uváděn jako Martin Ferdinand Chvádal; 28. října 1736 Měrovice nad Hanou – 11. ledna 1809 Petrohrad) byl malíř, kreslíř a grafik pozdního baroka a klasicismu moravského původu, cestující po Evropě a v závěru kariéry žijící v Petrohradě.

## Život
Narodil se v selské rodině Adama a Anny Chvátalových v Měrovicích nad Hanou v roce 1736. V roce 1757 Adam grunt v Měrovicích prodal a odstěhoval rodinu do rodiště manželky Anny, do sousedních Němčic nad Hanou, do domu čp. 69 na Komenského náměstí. Prvního vzdělání se Martinovi dostalo na němčické škole. V letech 1758-1762 vystudoval malířství a sochařství na Akademii výtvarných umění ve Vídni, kde také v letech 1786-1790 žil. Ve studiu malby pokračoval roku 1767 ve Francii. Dále cestoval po Německu, Anglii, Irsku, Francii, Nizozemí a Itálii. Mezi lety 1797 a 1804 pobýval v Petrohradě, poté strávil dva roky v Londýně, kde portrétoval anglického krále a členy šlechtických rodin. a znovu v Petrohradě, kde žil až do své smrti. Byl tam dvorním malířem ruského cara Pavla I. a maloval také portréty členů jeho rodiny a dvorské šlechty. Byl jmenován čestným členem několika uměleckých akademií v Evropě.

## Itinerář cest
- Vídeň do roku 1763
- Paříž 1767
- Londýn 1771-1773
- York
- Dublin 1779
- Florencie 1783
- Řím 1783
- Neapol 1784 (na dvoře místodržitele)
- Vídeň 1786-1790
- Bath 1791
- Londýn 1793
- Den Haag 1793 - 1795 (doloženo několik objednávek pro nizozemské zákazníky)
- Kasteel Middachten 1795
- Hamburk 1796
- Petrohrad 1796-1809

## Dílo
Byl významným a oblíbeným kabinetním malířem žánrových portrétů ve stylu klasicismu, často se zvířaty. Obrazy signoval M. F. Quadal.
- Skupinová podobizna rakouské generality v čele s císařem Josefem II. a Františkem II. u Münchendorfu, 1786
- Anglický král Jiří III. s družinou, Královská sbírka Londýn
- Album studií domácích i divokých zvířat podle přírody, mědirytiny, Londýn 1793
- Korunovace cara Pavla I. a carevny Marie Fjodorovny (1799), Muzeum v Saratově
- Malíři a sochaři při práci v ateliéru aktu vídeňské akademie u sv. Anny, 1786
- Čtyři autoportréty; dva z nich s loveckým psem na klíně: první s ohařem, v Cincinnati Art Museum (1788), dva v Puškinově muzeu v Moskvě (1798).[6]. Také další osoby maloval v polopostavě se psem:
- Portrét vídeňského mecenáše a zakladatele galerie, hraběte Antonína Lamberga Sprinzensteina, datovaný v Neapoli roku 1784.
- Portrét Michaila Rumjanceva se špicem
- Portrét Karla B. knížete z Lichtenštejna
- Portréty knížete Nikolaje Ivanoviče Saltykova, jeho manželky a dcery

## Galerie

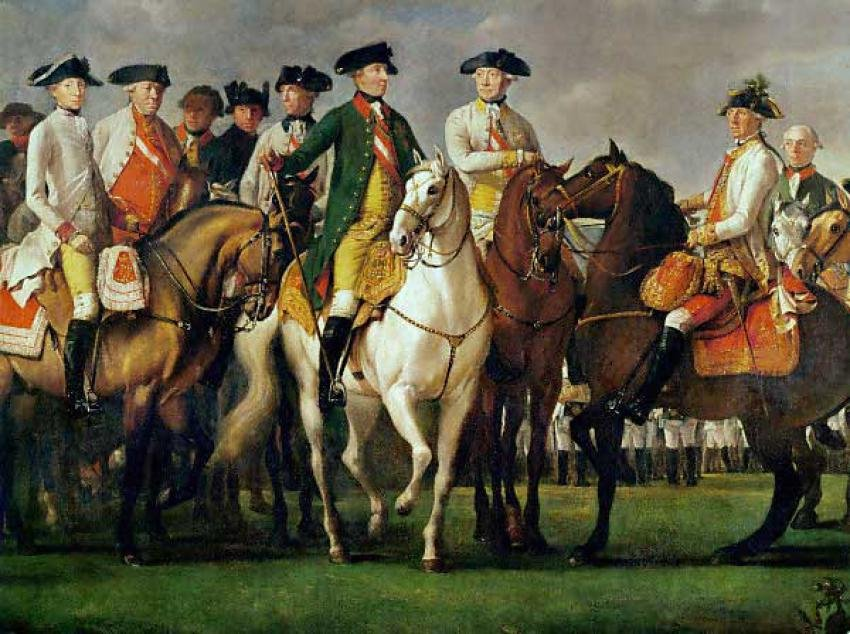
Císaři Josef II. a František v Münchendorfu
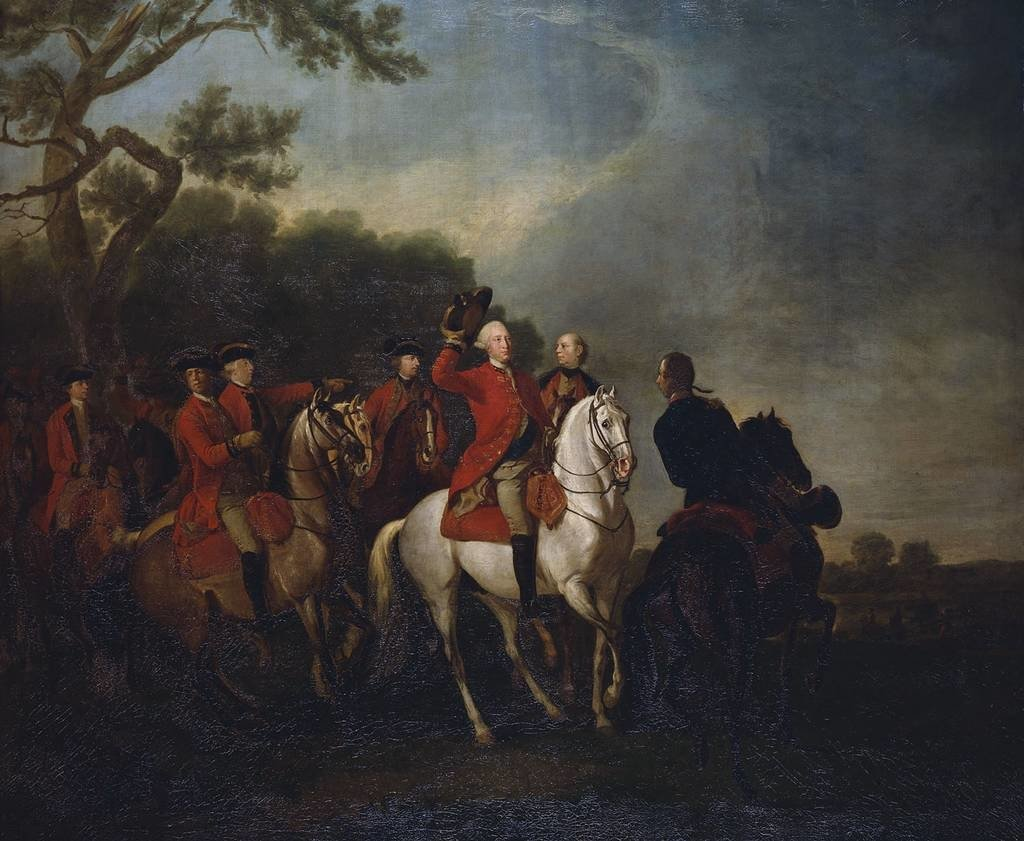
Anglický král Jiří III.
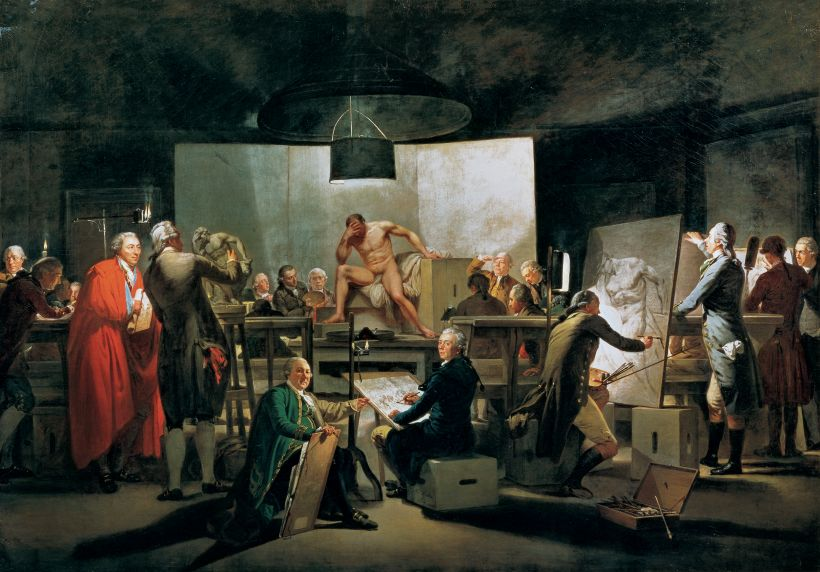
Malíři a sochaři vídeňské akademie
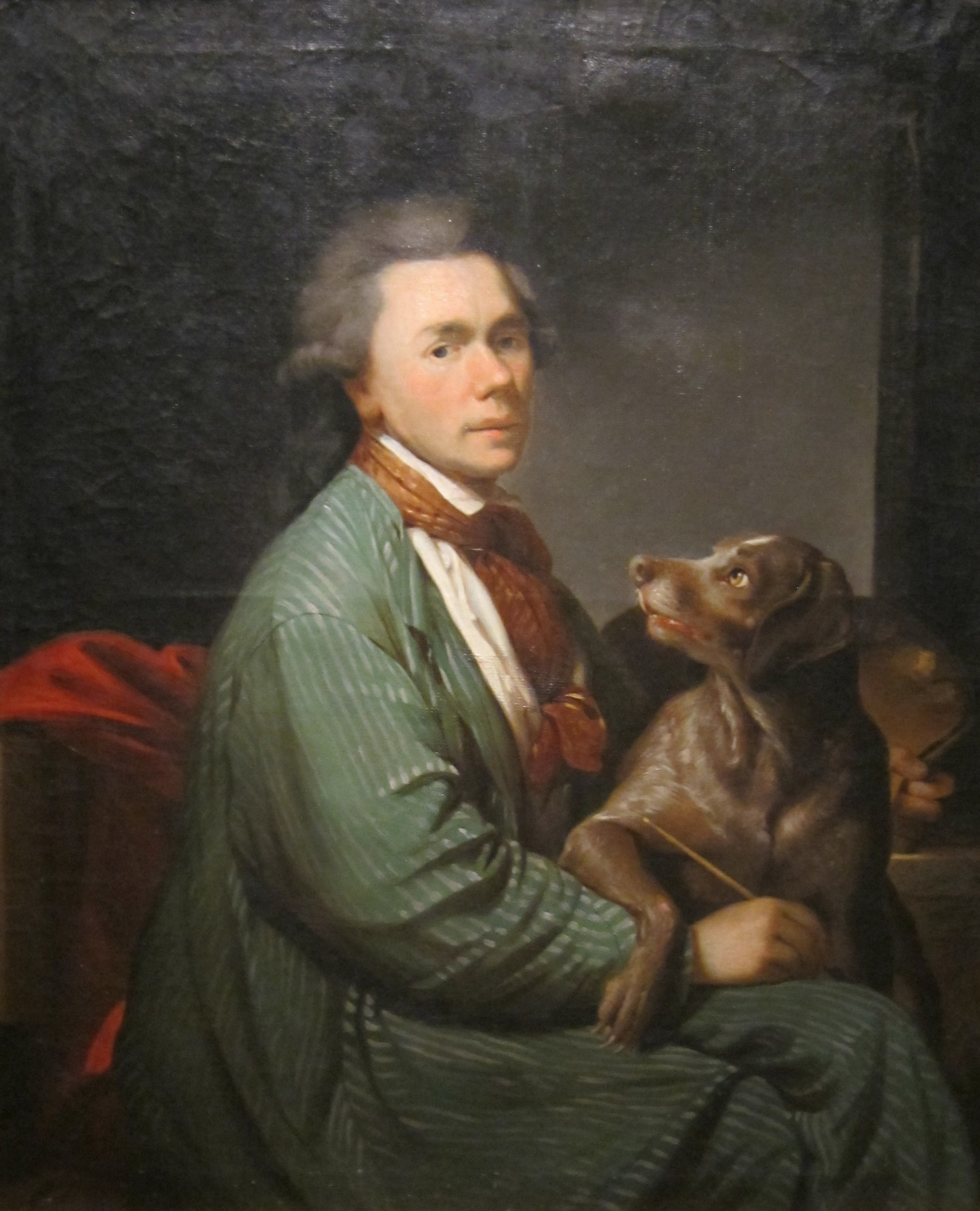
Autoportrét s ohařem,1788
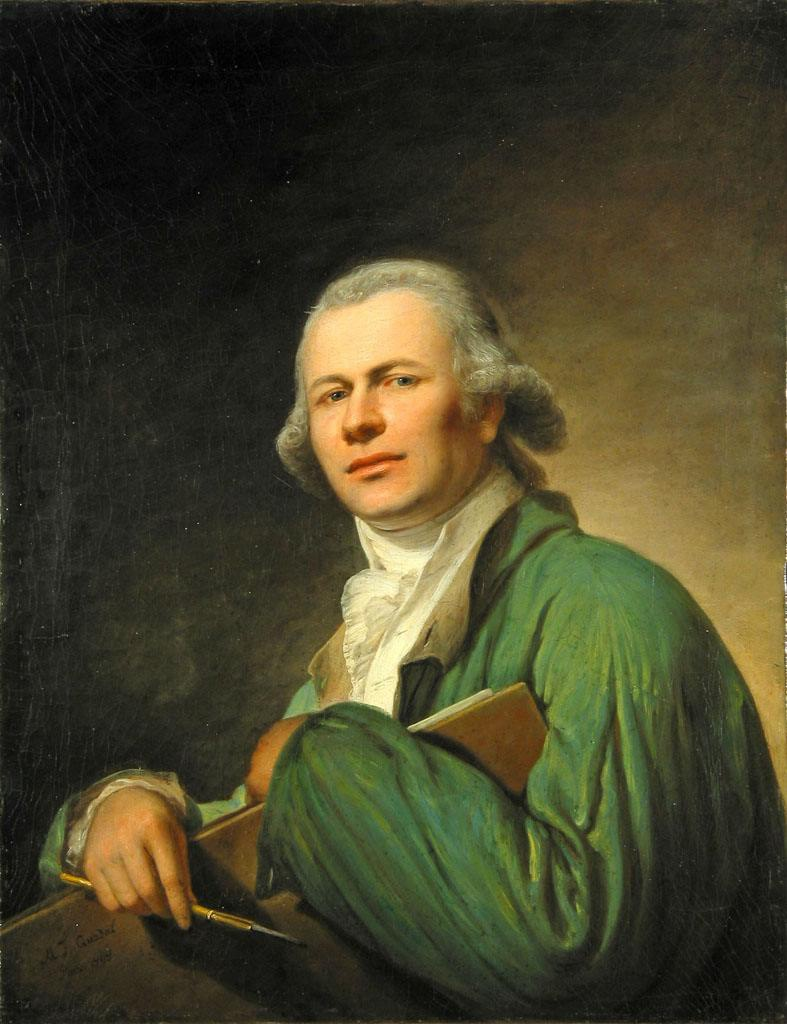
Autoportrét, 1798
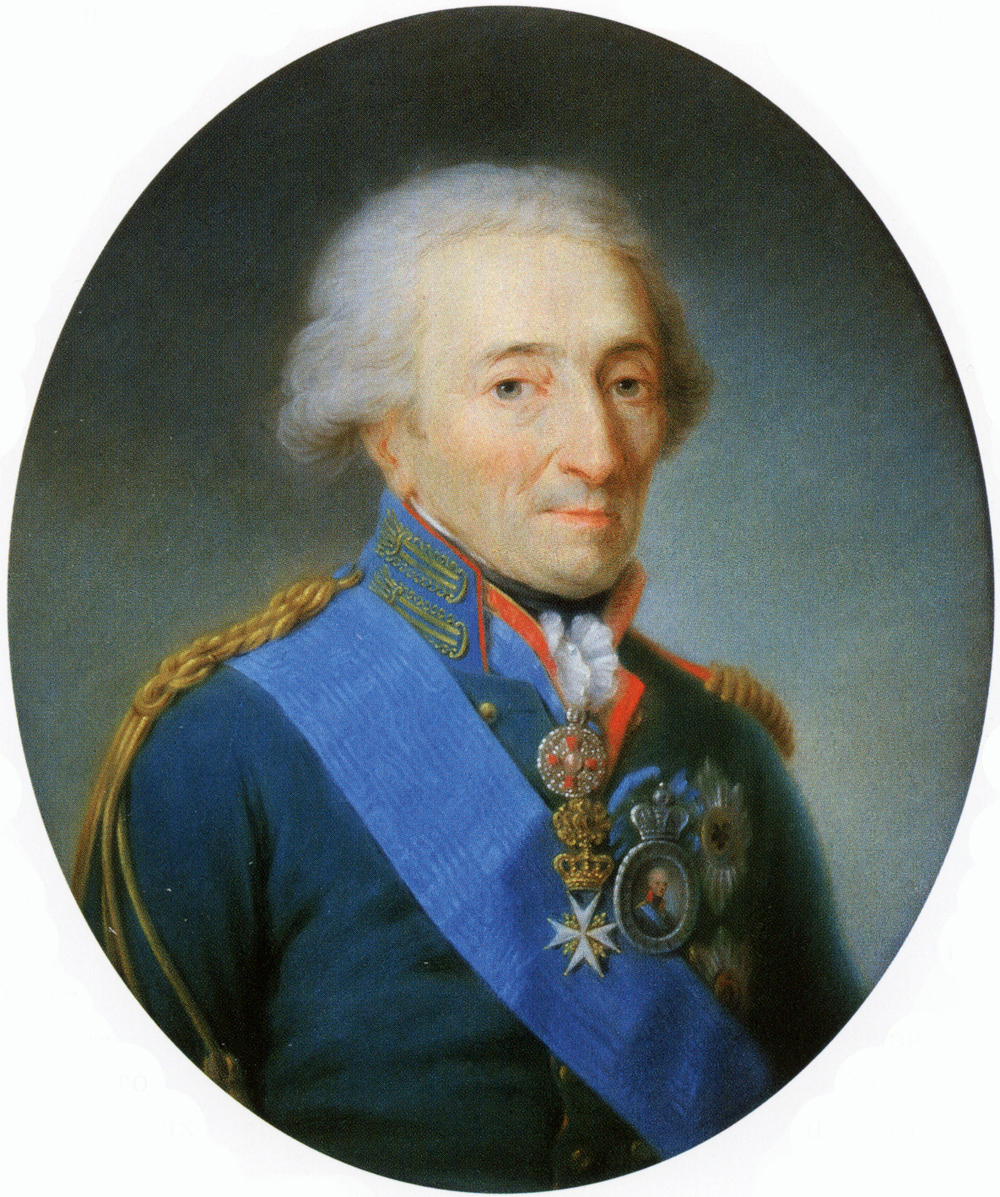
Nikolaj Ivanovič Saltykov
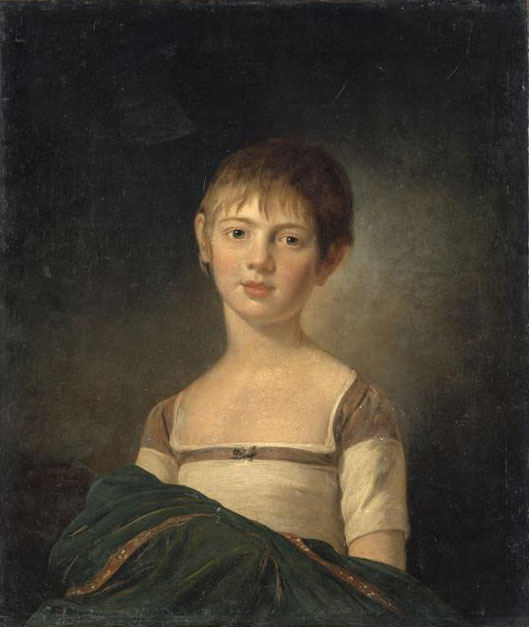
Velkokněžna Anna Pavlovna
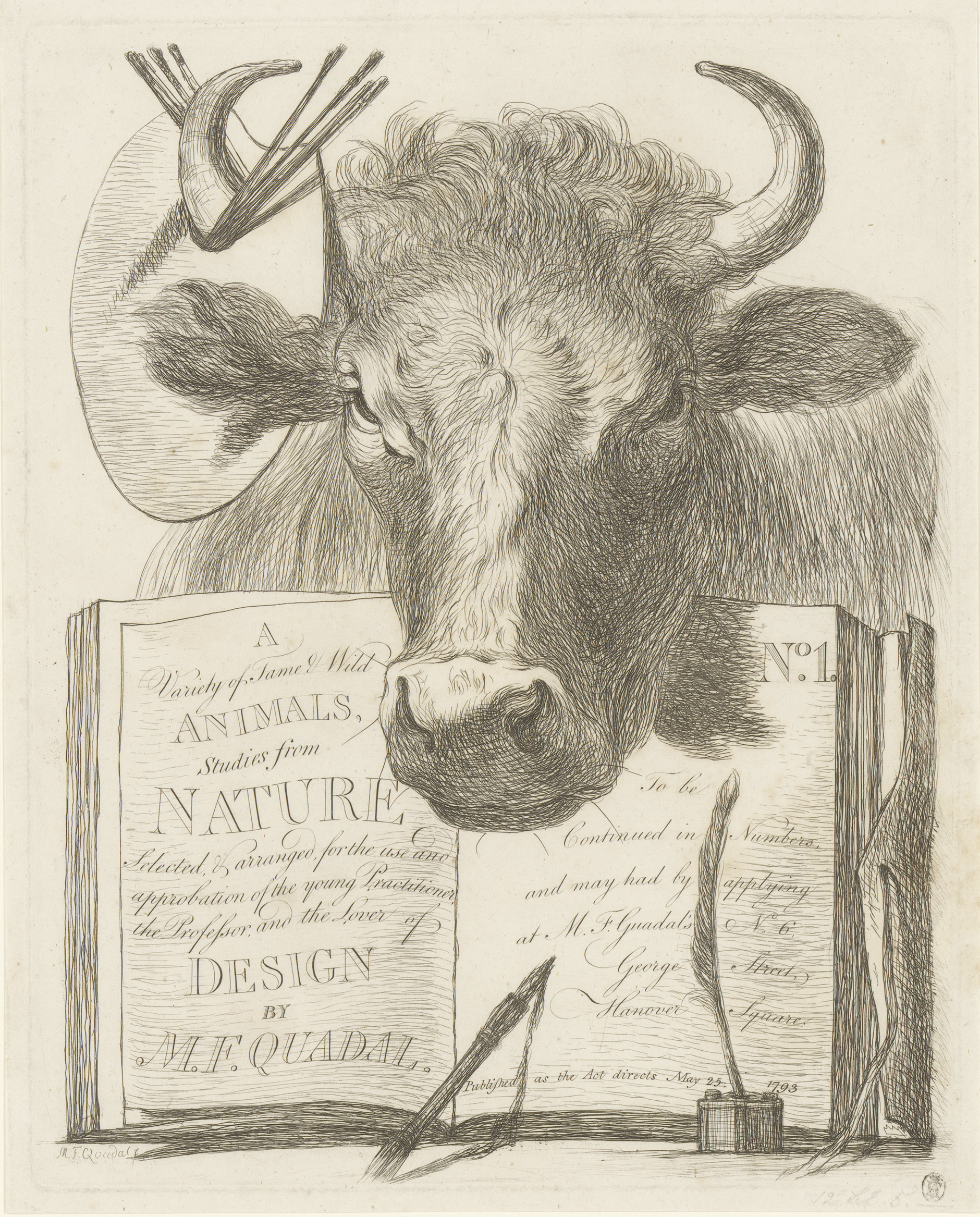
Titulní list grafického alba zvířat